# Horvátok
A horvátok (horvátul: Hrvati) délszláv népcsoport, leginkább Horvátországban, Bosznia-Hercegovinában és a környező országokban élnek.

## Történetük

### Fehér horvátok
A szlávok a 6. század végéig a Kárpátoktól északra és északkeletre eső területeken éltek, őshazájukat általában a Pripjaty (folyó) környékére teszik. A fehér horvátok területe a 6. század végén a Kárpátok mellett Krakkó környékén volt, a fekete horvátoké tőlük északnyugatra. Maga a horvát név valószínűleg iráni eredetű, de eredetéről közelebbit nem tudunk. VII. Kónsztantinosz bizánci császár szerint a horvátok Fehér-Horvátországból érkeztek Dalmatia provincia területére a 7. században, pontosabban Hérakleiosz bizánci császár uralkodása (610 – 641) idején.

### Horvátország
Először az avarok alattvalói voltak, ebből a korból származik a báni méltóságnév (Baján avar vezér nevéből). A kereszténység felvétele a 9. századra fejeződik be. A 10. században a pápaságra támaszkodva hozták létre államukat. A 16. században és a 17. század végén Magyarországra is bevándoroltak, lásd: magyarországi horvátok.

## Szimbólumok
Horvátország zászlaja piros-fehér-kék trikolór, középen Horvátország címerével. A piros-fehér-kék trikolórt azért választották, mivel ezek a 19. században népszerű pánszlávizmus színei voltak.
A címer (horvátul: grb) hagyományos vörös és fehér négyzetekből áll. Évszázadok óta használják a horvátok szimbolizálására. Az egyik magyarázat szerint a kora középkori vörös és fehér horvát törzseket jelképezik, de ez az elmélet nincs szilárdan bizonyítva. A négyzeteket kiegészíti az öt részből álló korona, amelyek Horvátország történelmi régióit képviseli. A vörös és fehér négyzetek a 10. századtól kezdve a horvát királyok jelképe. Számuk 3 × 3 és 8 × 8, de leggyakrabban 5 × 5, mint ahogyan az a jelenlegi címeré is. A címert hivatalos szimbólumként megerősítő legrégebbi forrás a Habsburgok 1512–18-ból származó genalógiája. 1525-ben fogadalmi érmén is használták. A legrégebbi ismert ábrázolás, IV. Krešimir horvát király (1058–1074) által a spliti érseknek adományozott keresztelőtábla díszén, négy sólyom szárnyán található.
Sok országtól eltérően a horvát formatervezés a zászló helyett inkább a címert használja. Ez részben a címerpajzs geometriai tulajdonságának köszönhető, amely sokfajta grafikai környezetben való felhasználást tesz lehetővé (pl. a Croatia Airlines jelvénye vagy a horvát labdarúgó-válogatott meze), részben pedig azért, mert a szomszédos országok, például Szlovénia és Szerbia ugyanazokat a pánszláv színeket használja zászlóin, mint Horvátország. A horvát fonat (horvátul: pleter) szintén gyakran használt szimbólum, amely eredetileg egy 9. és 12. század között épült kolostorokból származik. A fonat különféle emblémákban látható és a mai horvát katonaság és a horvát rendőrség jelvényeiben is szerepel.

## Statisztikai források
1. ↑  Hrvatski Svjetski Kongres. [2003. június 23-i dátummal az eredetiből archiválva]. (Hozzáférés: 2009. december 29.)
2. ↑  http://www.croatia.org/crown/articles/5552/1/E-BOOK-BY-CROAT-DETAINED-IN-BOSNIAN-SERB-CAMP.html
3. ↑  2001 Census
4. ↑  CIA World Factbook: Bosnia and Herzegovina Archiválva 2018. március 15-i dátummal a Wayback Machine-ben 14,3% of a total population of 4,613,414 (July 2009 not including "Refugees and internally displaced persons" because they put Bosnian Croats together with other types.
5. ↑  United States - Selected Population Profile in the United States (Croatian (109-110)). [2020. február 12-i dátummal az eredetiből archiválva]. (Hozzáférés: 2009. december 29.)
6. 1 2  Diaspora Croata "Se estima que en Argentina viven alrededor de 250.000 personas de descendencia croata (actualmente en Argentina viven 8.000 croatas nacidos en Croacia). (...) Hoy día se estima que en Brasil viven entre 30 y 50 mil croatas. La mayor parte vive en San Pablo, mientras que existe también una pequeña colonia de emigrantes croatas en Rio de Janeiro (...) El Ministerio de Relaciones Exteriores de la República de Chile evalúa que en ese país actualmente viven 380.000 personas consideradas de ser de descendencia croata, lo que es un 2,4% de la población total de Chile. La mayor parte de esas personas se asimiló en la sociedad chilena."
7. ↑  Census 2001[halott link] "Tabelle 5: Bevölkerung nach Umgangssprache und Staatsangehörigkeit", page 60
8. ↑  2006 Census of Population and Housing. Australia Archiválva 2023. július 6-i dátummal a Wayback Machine-ben (you have to look around for an excel file. The one I found was labelled as "20680-Ancestry by Country of Birth of Parents - Australia")
9. ↑  Ethnic Origin (247), Single and Multiple Ethnic Origin Responses (3) and Sex (3) for the Population of Canada. [2009. június 25-i dátummal az eredetiből archiválva]. (Hozzáférés: 2009. december 29.)
10. ↑  2006 Figures Archiválva 2016. március 3-i dátummal a Wayback Machine-ben page 68, Petra-P12, gives a 40,484 number. as of 2004 Archiválva 2012. január 11-i dátummal a Wayback Machine-ben page 12 2.1.1. Ständige ausländische Wohnbevölkerung nach Nationalität 2001 - 2004, gives a 44,035 number
11. ↑  2002 Census in Serbia. [2020. május 9-i dátummal az eredetiből archiválva]. (Hozzáférés: 2009. december 29.)
12. ↑  La Croatie. Population et religions Archiválva 2011. január 2-i dátummal a Wayback Machine-ben Embassy of Croatia in France "Diaspora. Plus de 2 millions de Croates (originaires de Croatie et de Bosnie-Herzégovine) vivent à l'étranger  Dans la deuxième moitié du XIXe siècle de nombreux Croates ont émigré sur d'autres continents. Leurs descendants sont aujourd'hui 1,3 million aux États-Unis, 150 000 au Canada, 250 000 en Australie. Plus récemment, beaucoup sont partis vers l'Europe occidentale, principalement l'Allemagne où ils sont 280 000, l'Autriche 40 000, la Suisse 35 000, la France quelque 30 000."
13. ↑  Slovenian census 2002. [2011. augusztus 6-i dátummal az eredetiből archiválva]. (Hozzáférés: 2009. december 29.)
14. ↑  Foreingers in Italy. [2018. május 20-i dátummal az eredetiből archiválva]. (Hozzáférés: 2009. december 29.)
15. ↑  Hungary census. [2010. január 17-i dátummal az eredetiből archiválva]. (Hozzáférés: 2009. december 29.)
16. ↑  Croatians in South Africa and their clubs. [2017. március 28-i dátummal az eredetiből archiválva]. (Hozzáférés: 2009. december 29.)
17. ↑  Montenegrian census Archiválva 2008. november 18-i dátummal a Wayback Machine-ben page 14 Population by national or ethnic affiliation - Review for Republic of Montenegro and municipalities
18. ↑  Census in Romania. [2007. május 13-i dátummal az eredetiből archiválva]. (Hozzáférés: 2007. augusztus 5.)
19. ↑  By Ancestry 2008 Archiválva 2009. március 26-i dátummal a Wayback Machine-ben "1.1.2 Population by country of birth 1900–2006" in page 6 says 6,063 and "1.1.3 Population by citizenship 1900–2006" in page 10 says 2,763